# Wiatrak holenderski w Nowych Gutach
Wiatrak holenderski w Nowych Gutach – zabytkowy drewniano–murowany wiatrak holenderski znajdujący się w Nowych Gutach (gmina Orzysz, województwo warmińsko-mazurskie).
Wiatrak wzniesiono w XIX wieku. Z pierwotnej budowli pozostały tylko fundamenty, na których nadbudowano obecny obiekt, w którym funkcjonuje pensjonat z restauracją. Do rejestru zabytków wpisany został 16 czerwca 1968.